# Dorfkirche Burgtonna

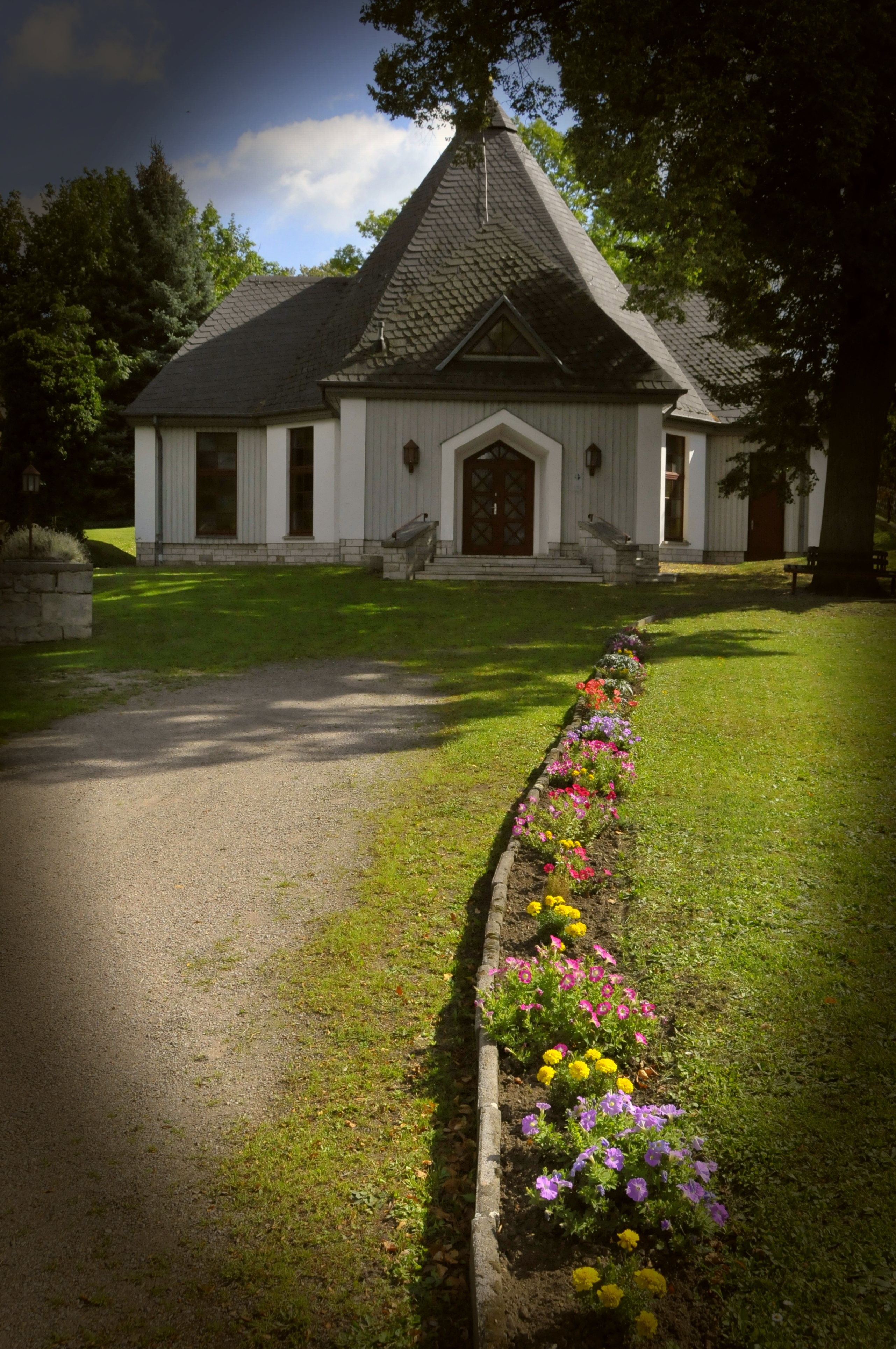
Christuskirche

Die evangelisch-lutherische Dorfkirche oder Christuskirche steht in der Angerpforte von Burgtonna, einem Ortsteil der Gemeinde Tonna im thüringischen Landkreis Gotha. Die Kirchengemeinde Burgtonna gehört zum Pfarrbereich Gräfentonna im Kirchenkreis Gotha der Evangelischen Kirche in Mitteldeutschland. Die Kirche wurde 1990 geweiht.

## Beschreibung

### Altäre
Die Altäre der Christuskirche stammen aus der Kirche St. Cäcilia. Der Flügelaltar, der um 1484 entstanden ist, wurde 1968 bis 1971 restauriert und als doppelt wandelbarer Altar gestaltet. Auf der Feiertagsseite stehen inschriftlich bezeichnete Statuetten unter Baldachinen aus Maßwerk. In der Mitte des Schreins ist die Krönung Mariens dargestellt, seitlich links stehen die Heiligen Urban, Elisabeth, Martin und Cäcilia, seitlich rechts die Heiligen Petrus, Paulus,  Sebastian und Fabianus. Am linken Seitenflügel stehen die Heiligen Katharina, Dorothea, Bonifatius, Johannes der Täufer und Barbara, am rechten Ursula, Andreas, Nikolaus, Jakobus der Ältere und Margaretha. Die Sonntagsseite zeigt Gemälde der Vierzehn Nothelfer sowie der Heiligen Philippus, Jakobus, Laurentius, Wolfgang, Johannes des Täufers und Bartholomäus. Die Werktagsseite zeigt die Geburt Christi und die Anbetung der Könige. Der Schrein des Altars hat ein Relief einer höfisch gekleideten heiligen Sippe unter einem Baldachin mit Ranken, der Anfang des 16. Jahrhunderts entstanden ist.

### Orgel
Die ursprüngliche Orgel mit 18 Registern, verteilt auf zwei Manuale und Pedal, die 1717 Johann Christoph Thielemann gebaut hatte, wurde 1973 schwer beschädigt, als das Gebäude teilweise durch Verfall einstürzte. Nach dem Wiederaufbau der Kirche wurde ein Positiv mit 4 Registern von Förster & Nicolaus Orgelbau angeschafft.

### Friedhof
Auf dem Kirchfriedhof befinden sich der Grabstein mit dem Porträt einer jungen Frau von 1752, der Grabstein eines Geistlichen von 1521, eine Säule über das Hochwasser von 1558 und eine Glocke von 1575, die Eckart Kuchen gegossen hat.